# Apogonia angusta
Apogonia angusta är en skalbaggsart som beskrevs av Moser 1926. Apogonia angusta ingår i släktet Apogonia och familjen Melolonthidae. Inga underarter finns listade i Catalogue of Life.